# Ставка Верховного главнокомандования
Ста́вка верхо́вного главнокома́ндования (Ставка ВГК, СВГК) — чрезвычайный орган высшего военного управления, осуществлявший в годы Великой Отечественной войны стратегическое руководство советскими вооружёнными силами.

## История
23 июня 1941 года упразднён Главный военный совет Красной армии. В тот же день, постановлением Совета народных комиссаров Союза ССР и ЦК ВКП(б) № 825 создана Ставка Главного командования Вооружённых Сил Союза ССР. В её состав вошли: С. К. Тимошенко (председатель), Г. К. Жуков, И. В. Сталин, В. М. Молотов, К. Е. Ворошилов, С. М. Будённый, Н. Г. Кузнецов.
Первые заседания Ставки главного командования вооружённых сил в июне проходили без Сталина:

Председательство наркома обороны СССР маршала С. К. Тимошенко было лишь номинальным. Как члену Ставки, мне пришлось присутствовать только на одном из этих заседаний, но нетрудно было заметить: нарком обороны не подготовлен к той должности, которую занимал. Да и члены Ставки тоже. Функции каждого были не ясны — положения о Ставке не существовало. Люди, входившие в её состав, совсем и не собирались подчиняться наркому обороны. Они требовали от него докладов, информации, даже отчёта о его действиях. С. К. Тимошенко и Г. К. Жуков докладывали о положении на сухопутных фронтах…
10 июля 1941 года постановлением Государственного комитета обороны в связи с образованием Главных командований войск направлений (Северо-Западное, Западное и Юго-Западное) преобразована в Ставку Верховного командования, председателем стал И. В. Сталин, а в её состав введён Б. М. Шапошников.
8 августа 1941 года переименована в Ставку верховного главнокомандования (СВГК).
17 февраля 1945 постановлением ГКО был определён следующий состав Ставки верховного главнокомандования: И. В. Сталин (Верховный главнокомандующий), Г. К. Жуков (зам. Народного комиссара обороны СССР), А. М. Василевский (зам. Народного комиссара обороны), Антонов А. И., Булганин Н. А., Кузнецов Н. Г.
СВГК осуществляла свою деятельность под руководством ГОКО.
На протяжения всей войны СВГК не покидала Москвы. Члены Ставки собирались в кремлёвском кабинете Сталина, но с началом бомбёжек Москвы она переместилась из Кремля в небольшой особняк на улице Кирова, 37 (Городская усадьба Докучаева — Солдатёнкова), с надёжными рабочими кабинетами и связью. Во время бомбёжек работа перемещалась на станцию метро «Кировская», где был подготовлен подземный стратегический центр по управлению ВС.
В октябре 1945 года СВГК упразднена.

## Состав
| 23 июня — 10 июля 1941                         | 10 июля 1941 — 17 февраля 1945             | 17 февраля — 3 августа 1945                |
| ---------------------------------------------- | ------------------------------------------ | ------------------------------------------ |
| Тимошенко, Семён Константинович (председатель) | Сталин, Иосиф Виссарионович (председатель) | Сталин, Иосиф Виссарионович (председатель) |
| Сталин, Иосиф Виссарионович                    | Тимошенко, Семён Константинович            | Антонов, Алексей Иннокентьевич             |
| Жуков, Георгий Константинович                  | Жуков, Георгий Константинович              | Жуков, Георгий Константинович              |
| Будённый, Семён Михайлович                     | Будённый, Семён Михайлович                 | Василевский, Александр Михайлович          |
| Ворошилов, Климент Ефремович                   | Ворошилов, Климент Ефремович               | Булганин, Николай Александрович            |
| Кузнецов, Николай Герасимович                  | Шапошников, Борис Михайлович               | Кузнецов, Николай Герасимович              |
| Молотов, Вячеслав Михайлович                   | Молотов, Вячеслав Михайлович               |                                            |
|                                                | Кузнецов, Николай Герасимович              |                                            |

## Формирования
- Центральный штаб партизанского движения (ЦШПД) при Ставке верховного главнокомандования.
- Формирования реактивной артиллерии (ГМЧ), с 8 сентября 1941 года по 24 апреля 1943 года.
- Авиация дальнего действия СССР.
- Гвардейские армии.

## Известные Приказы СВГК
- Приказ СВГК № 270 от 16 августа 1941 года «Об ответственности военнослужащих за сдачу в плен и оставление врагу оружия».
- Приказ СВГК № 0428 от 17 ноября 1941 года «Разрушать и сжигать до тла все населённые пункты в тылу немецких войск …»

## Адреса
- Кабинет Сталина в Кремле.
- первые дни войны и до конца 1941 — улица Кирова, дом № 37 (бывшая усадьба Докучаева-Солдатёнкова), позже там находилась приёмная министра обороны СССР, позже приёмная министра обороны России)[3][4][5][6]
- с 1942 — Кремль

На протяжении всей войны ставка находилась в Москве. Это имело большое моральное значение. В связи с угрозой вражеских ударов с воздуха в начале июля из Кремля она была переведена в район Кировских ворот в небольшой особняк с надежным рабочим помещением и связью, а через месяц поблизости, на перроне станции метро «Кировская», расположились и операторы генерального штаба — рабочего органа ставки.— Г. К. Жуков.

### Документы
- «О создании Ставки Главного Командования Вооружённых Сил СССР.»
- «О преобразовании ставки Главного Командования и создании Главных Командований Северо-Западного, Западного и Юго-Западного направлений.»